# Patrick Stéphan
Patrick Stéphan (né le 2 juin 1959 à Plélo) est un coureur cycliste français, professionnel durant les années 1980. Bon sprinteur, il s'est notamment classé deuxième d'une édition du Grand Prix de Cannes derrière Laurent Fignon,. Il a également été sélectionné en équipe de France amateurs. 
Après sa carrière, il quitte sa Bretagne natale pour s'installer à Puy-l'Evêque, dans le Lot. Il est devenu manager de l'équipe de cyclisme de la Fédération française de la Défense.

## Palmarès
- 1980
  - 1re étape de l'Essor Breton
  - 2e du Circuit du Morbihan
- 1982
  - 2e du Grand Prix de Cannes
- 1983
  - 5e étape du Tour Européen Lorraine-Alsace
- 1989
  - Élan Galicien
- 1992
  - Élan Galicien
- 1993
  - 3e du Circuit du Morbihan
- 1994
  - Une étape du Tour d'Émeraude
- 2002
  - Boucles de Pluneret[3]